# Gúttamási
Gúttamási est un village rattaché en 1966 à la commune d'Isztimér, dans le comitat de Fejér en Hongrie.

## Histoire
La première mention du village date de 1210, il était alors appelé Gút. Il a été repeuplé en 1762 par des Allemands.